# Lagos
 For alternative betydninger, se Lagos (flertydig). (Se også artikler, som begynder med Lagos)
Lagos er den største by i Nigeria og er også Afrikas største by, og med anslået 15.070.000(2022) 14,9 mill. indbyggere i selve byen (2015), og knap 23,5 mill. i storbyområdet et af verdens største byområder (2018).
Lagos er ca. 40 km i udstrækning, hvilket gør den til et af Afrikas geografisk største storbysområder. Lagos var Nigerias hovedstad indtil 1991, hvor hovedstaden blev flyttet til Abuja i det centrale Nigeria.
Lagos er en havneby ved Guineabugten; byen har en af de få gode naturhavne ved Afrikas atlantershavskyst.

## Transport
Lagos har et af Vestafrikas største vejnet; flere motorveje gennemskærer Stor-Lagos og og tre broer forbinder øen Victoria Island med fastlandet. Lagos har også en lufthavn kaldt Murtala Muhammed International Airport som ligger på fastlandet i forstaden Ikeja og som forbinder Lagos med hele verden.

## Galleri
- Marked i Lagos.
- Fra havneområdet i bydelen Makoko i Lagos.
- Lekki-Ikoyi Link Bridge i Lagos ved nattetide.